# 卡帕內馬 (帕拉州)

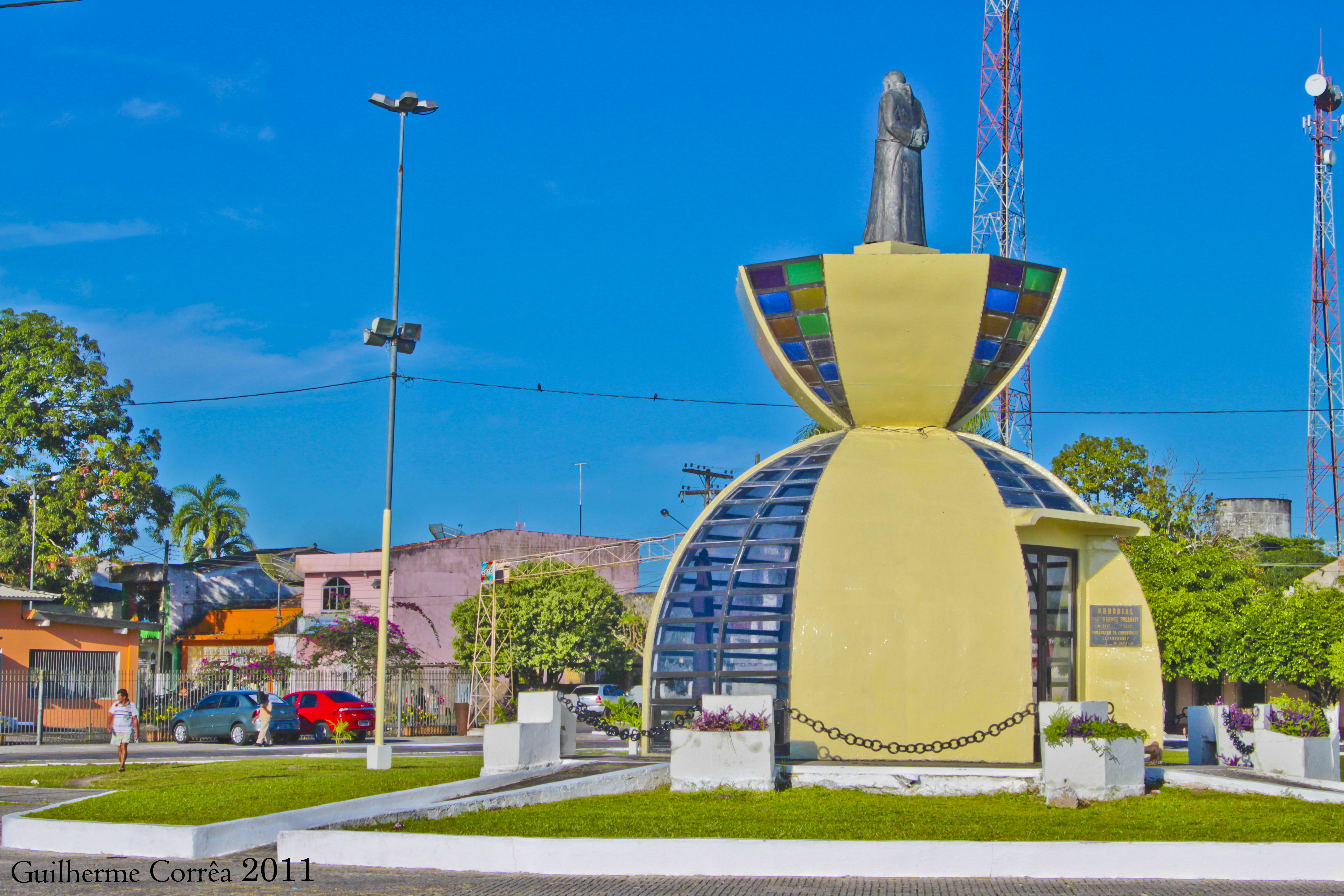
卡帕內馬

卡帕內馬（葡萄牙語：Capanema），是巴西的城鎮，位於該國北部，由帕拉州負責管轄，始建於1910年11月5日，面積614.03平方公里，海拔高度24米，2013年人口65,498，人口密度每平方公里106.67人。